# Gontcharovo
Gontcharovo (finnois : Kähäri, russe : Гончарово) est une localité rurale dans le Raïon de Vyborg dans l'isthme de Carélie en Russie.